# TT273
TT273 (Theban Tomb 273) è la sigla che identifica una delle Tombe dei Nobili ubicate nell'area della cosiddetta Necropoli Tebana, sulla sponda occidentale del Nilo dinanzi alla città di Luxor, in Egitto. Destinata a sepolture di nobili e funzionari connessi alle case regnanti, specie del Nuovo Regno, l'area venne sfruttata, come necropoli, fin dall'Antico Regno e, successivamente, sino al periodo Saitico (con la XXVI dinastia) e Tolemaico.

## Titolare
TT273 era la tomba di:
| Titolare   | Titolo                                         | Necropoli    | Dinastia/Periodo         | Note |
| ---------- | ---------------------------------------------- | ------------ | ------------------------ | ---- |
| Sayemiotef | Scriba nei possedimenti del suo Signore (Amon) | Qurnet Murai | XIX dinastia-XX dinastia |      |

## Biografia
Nessuna notizia ricavabile; pur esistendo la rappresentazione della moglie e almeno di un figlio, di questi non vengono indicati i nomi, oppure sono andati persi.

## La tomba
Si accede alla TT273 da un cortile in cui si apre anche l'accesso alla TT272; TT273 si sviluppa planimetricamente in un'unica sala trasversale. Un breve corridoio (1 rosso in planimetria) sulle cui pareti, danneggiate, sono riportati il defunto, tre prefiche e tre portatori di offerte la cui processione tuttavia continua sulle pareti interne della sala trasversale in cui (2-3 rossi), su quattro registri sovrapposti, sono rappresentate scene dal Libro delle Porte con il Ba dinanzi a Harsiesi e Iside; il defunto, inginocchiato dinanzi a aOsiride e a un altro dio (non identificabile); il defunto dinanzi a tre divinità femminili; scene della processione funeraria che comprende un montone, dolenti e parenti, nonché Anubi-sciacallo e un uomo con giare. Poco oltre (4), su tre registri, il defunto, la moglie e tre uomini adorano Osiride e una dea (?); l'adorazione di una statua (?) con il defunto, la moglie e alcuni Ba dinanzi a tre divinità femminili con alberi e palme; scene di psicostasia con il defunto e la moglie in presenza di Thermutis. Su altra parete (5), su tre registri, il defunto con un figlio piccolo (non ne è indicato il nome) dinanzi a Monthu, Rattaui e un'altra dea; parenti del defunto, maschi e femmine, comprese alcune donne con tamburelli e flauti doppi. Poco oltre (6) il defunto dinanzi a Osiride sulla destra e, fortemente danneggiata, scena in cui forse la moglie con sistro è dinanzi alla dea leonessa Sekhmet; seguono (7), su tre registri, il defunto, la moglie e una sorella in adorazione di Ra-Horakhti, Hathor, Atum e Iside. In una nicchia, sul fondo (8) la rappresentazione della barca di Ra.

### Annotazioni
1. ↑  La numerazione dei locali e delle pareti segue quella di Porter e Moss 1927, p. 348.
2. ↑  La prima numerazione delle tombe, dalla numero 1 alla 252, risale al 1913 con l'edizione del "Topographical Catalogue of the Private Tombs of Thebes" di Alan Gardiner e Arthur Weigall. Le tombe erano numerate in ordine di scoperta e non geografico; ugualmente in ordine cronologico di scoperta sono le tombe dalla 253 in poi.
3. ↑  I campi della Duat, ovvero l'aldilà egizio, si trovavano, secondo le credenze, proprio sulla riva occidentale del grande fiume.
4. ↑  Nella sua epoca di utilizzo, l'area era nota come "Quella di fronte al suo Signore" (con riferimento alla riva orientale, dove si trovavano le strutture dei Palazzi di residenza dei re e i templi dei principali dei) o, più semplicemente, "Occidente di Tebe".
5. ↑  le Tombe dei Nobili, benché raggruppate in un'unica area, sono di fatto distribuite su più necropoli distinte.
6. ↑  Le note, sovente di inquadramento topografico della tomba, sono tratte dal "Topographical Catalogue" di Gardiner e Weigall, ed. 1913 e fanno perciò riferimento alla situazione dell'epoca.
7. ↑  Per differenziare le due tombe in planimetria, le numerazioni relative alle due sepolture sono riportate in differente colore: blu per la TT272, rosso per la TT273.

### Fonti
1. ↑  Gardiner e Weigall 1913.
2. ↑  Donadoni 1999,  p. 115.
3. ↑  Porter e Moss 1927, p. 351.
4. 1 2  Porter e Moss 1927,  p. 351.